# 2018 en Suisse
Chronologie de la Suisse
- 2014
- 2015
- 2016
- 2017
- 2018
- 2019
- 2020
- 2021
- 2022

2016 par pays en Europe - 2017 par pays en Europe - 2018 par pays en Europe - 2019 par pays en Europe - 2020 par pays en Europe
2016 en Europe - 2017 en Europe - 2018 en Europe - 2019 en Europe - 2020 en Europe

## Gouvernement au1erjanvier 2018
- Conseil fédéral:[1]
  - Alain Berset (PS/FR), président de la Confédération
  - Ueli Maurer (UDC/ZH), vice-président de la Confédération
  - Doris Leuthard (PDC/AG)
  - Simonetta Sommaruga (PS/BE)
  - Guy Parmelin (UDC/VD)
  - Johann Schneider-Ammann (PLR/BE)
  - Ignazio Cassis (PLR/TI)

## Faits marquants

### Janvier
- 23 au 26 janvier : 48e Forum économique mondial à Davos.

### Mars
- 4 mars : référendum obligatoire sur le nouveau régime financier 2021 ; votation sur l'initiative populaire fédérale « Oui à la suppression des redevances radio et télévision ».
- 8 au 18 mars : Salon international de l'automobile de Genève.

### Juin
- 10 juin : votation fédérale sur deux objets.

### Août
- 4 août : accident aérien du Junkers Ju 52 dans les Grisons.

### Septembre
- 23 septembre : votations fédérales sur trois objets.

### Novembre
- 25 novembre :  votations fédérales sur trois objets. Élection de la Constituante en Valais.

### Décembre
- 5 décembre : Viola Amherd et Karin Keller-Sutter sont élues au Conseil fédéral ; Ueli Maurer est élu président de la Confédération.